# Tablica (informatyka)
Tablica – kontener uporządkowanych danych zazwyczaj takiego samego typu, w którym poszczególne elementy dostępne są za pomocą indeksów. Tablice jednowymiarowe mogą przechowywać inne tablice, dzięki czemu uzyskuje się tablice wielowymiarowe. W tablicach wielowymiarowych poszczególne elementy są adresowane przez ciąg indeksów.
W matematyce odpowiednikiem tablicy jednowymiarowej jest ciąg, a tablicy dwuwymiarowej – macierz.
Indeks może być numeryczny i w różnych językach może mieć numerację od 0 (np. w C), albo od 1 (np. w R). Indeksy mogą być również nazwane i wówczas mówimy o tablicy asocjacyjnej. Rozmiar tablicy jest albo ustalony z góry (tablice statyczne), albo może się zmieniać w trakcie wykonywania programu (tablice dynamiczne). Wiele języków programowania obsługuje tablice, choć w wypadku część z nich granica między statyczną tablicą a dynamiczną listą jest rozmyta.

## Tablice w popularnych językach programowania

### C/C++
Tablice w C/C++ są typem pochodnym obiektów, które zajmują ciągły obszar pamięci. Indeksowanie elementów zawsze zaczyna się od zera.
```
/* jednowymiarowa tablica 6 liczb całkowitych */

int
 
tablica
[
6
];

int
 
tablica2
[
6
][
6
];
 
//tablica dwuwymiarowa

int
 
tablica3
[
7
][
7
][
7
];
 
//tablica trójwymiarowa

```

Przy deklaracji wielkości tablicy użyte mogą zostać tylko liczby naturalne (bez zera).

### C#
Tablice w C# są obiektami. Wyróżnia się tablice jednowymiarowe, wielowymiarowe i nieregularne (poszarpane) czyli tablice tablic. Indeksowanie tablic zawsze zaczyna się od zera. Dopuszczalne są tablice bezelementowe.
```
int
[]
 
tablica
 
=
 
new
 
int
[
6
];
 
// jednowymiarowa tablica 6 liczb całkowitych

int
[,]
 
tablica2
 
=
 
new
 
int
[
6
,
6
];
 
//tablica dwuwymiarowa

int
[,,]
 
tablica3
 
=
 
new
 
int
[
7
,
7
,
7
];
 
//tablica trójwymiarowa

// tablica nieregularna

int
[][]
 
tablicaX
 
=
 
new
 
int
[
3
][];
 
// jednowymiarowa tablica na trzy różne jednowymiarowe tablice

```

### Objective-C
Tablice w Objective-C są reprezentowane przez klasy NSArray i NSMutableArray, obsługujące dynamiczne rozmiary, ale można również użyć prostszych tablic znanych z języka C. Indeksowanie rozpoczyna się od zera.
```
// Tablica niezmienna

NSArray
 
*
tablica
 
=
 
@[
@1
,
 
@2
,
 
@3
,
 
@4
,
 
@5
,
 
@6
]
;

// Tablica zmienna

NSMutableArray
 
*
tablicaZmienna
 
=
 
[
NSMutableArray
 
arrayWithObjects
:
@1
,
 
@2
,
 
nil
];

[
tablicaZmienna
 
addObject
:
@3
];

// Tablica obiektów

NSArray
 
*
array
 
=
 
[[
NSArray
 
alloc
]
 
initWithObjects
:
@"wikipedia"
,
 
@"wikicytaty"
,
 
@"commons"
,
 
nil
];

// Dostęp do elementów i liczba elementów

NSLog
(
@"Pod 1: %@ 
\n
"
,
 
[
array
 
objectAtIndex
:
1
]);
 
#
 
"Pod 1: wikicytaty"

NSLog
(
@"Licznik: %d 
\n
"
,
 
[
array
 
count
]);
 
#
 
"Licznik: 3"

```

Tablice znane z języka C:
```
int
 
arr
[
5
]
 
=
 
{
10
,
 
20
,
 
30
,
 
40
,
 
50
};

NSLog
(
@"Pod 0: %d 
\n
"
,
 
arr
[
i
]);
 
#
 
"Pod 0: 10"

```

### Java
Tablice w Javie są obiektami. Można zdefiniować tylko tablice jednowymiarowe. Tablice wielowymiarowe można symulować przez definiowanie tablicy tablic. Indeksowanie tablic zawsze zaczyna się od zera.
```
int
[]
 
tablica
 
=
 
new
 
int
[
6
]
;
 
// deklaracja tablicy liczb całkowitych z jednoczesną alokacją na 6 elementów

```

### JavaScript
Zarówno w standardzie JS jak i w TypeScript tablice tworzy się następująco:
```
var
 
tablica
 
=
 
[
1
,
 
2
,
 
3
];

var
 
tablicaPusta
 
=
 
[];

```

lub
```
var
 
tablica
 
=
 
new
 
Array
(
1
,
2
,
3
);

var
 
tablicaPusta
 
=
 
new
 
Array
();

```

Tablice w JavaScripcie są dynamiczne, co oznacza, że nie trzeba deklarować ich wielkości. Tablica powiększa się automatycznie.
```
var
 
tablica
 
=
 
[
1
,
2
,
3
];

tablica
[
4
]
 
=
 
5
;

```

jest równoważne
```
var
 
tablica
 
=
 
[
1
,
2
,
3
,
undefined
,
5
];

```

Tablice nie są osobnym typem danych w języku JavaScript. Mają osobną składnie deklaracji, ale są to obiekty, których kluczami są indeksy (zamieniane na ciągi znaków). Obiekty te posiadają specjalną właściwość length. W nowej odsłonie języka (ES6/ES2015) tablice są także iteratorami.

### Python
Wbudowane tablice w Pythonie mogą być tworzone za pomocą moduły array i mogą przechować elementy jednego rodzaju na raz. Indeksowanie rozpoczyna się od zera.
```
# Dołączenie wbudowanego modułu do obsługi tablic

import
 
array
 
as
 
array

# Lista jednowymiarowa jako źródło danych tablicy

lista
 
=
 
[
1
,
 
2
,
 
3
,
 
4
,
 
5
,
 
6
]

# Tablica

# ("l" jak long, możliwe także "L" unsigned long; przynajmniej 4 bajty)

# (również oraz "i"/"I" dla intiger; przynajmniej 2 bajty)

tablica_long
 
=
 
array
.
array
(
'l'
,
 
lista
)

# Indeksowanie

print
(
tablica_long
[
0
])
 
# -> 1

# Tablica znaków unicode

# ("f" jak float, albo "d" jak double)

tablica_double
 
=
 
array
.
array
(
'd'
,
 
[
1.0
,
 
2.1
,
 
3.2
,
 
4.3
])

print
(
tablica_double
[
0
])
 
# -> 1.0

# Wielkość elementów tablicy

print
(
tablica_txt
.
itemsize
)
 
# -> 2

print
(
tablica_double
.
itemsize
)
 
# -> 8

```

Same listy w Pythonie są bardziej elastyczne jako że mogą przechowywać mieszane typy danych, wspierają więcej typów danych i mogą być wielowymiarowe. Choć listy nie są sensu stricte tablicami, to mają cechy tablic i są podobne do tablic z innych języków (np. PHP czy JavaScript).

### PHP
Tablice w PHP są elastycznymi strukturami danych mogącymi przechowywać wartości różnych typów, czyli bardziej przypominają listy z Pythona niż tablice z C. Indeksowanie domyślnie rozpoczyna się od zera.
```
// Tablica jednowymiarowa

$tablica
 
=
 
array
(
1
,
 
2
,
 
3
,
 
4
,
 
5
,
 
6
);

// ...albo

$tablica
 
=
 
[
1
,
 
2
,
 
3
,
 
4
,
 
5
,
 
6
];

// Tablica asocjacyjna

$tablica_asocjacyjna
 
=
 
array
(
"klucz1"
 
=>
 
"wartość1"
,
 
"klucz2"
 
=>
 
"wartość2"
);

// ...albo

$tablica_asocjacyjna
 
=
 
[
"klucz1"
 
=>
 
"wartość1"
,
 
"klucz2"
 
=>
 
"wartość2"
];

// Tablica wielowymiarowa

$tablica2d
 
=
 
[

    
[
1
,
 
2
],

    
[
3
,
 
4
],

];

$tablica3d
 
=
 
[

    
[[
1
,
 
2
],[
3
,
 
4
],],

    
[[
5
,
 
6
],[
7
,
 
8
],],

];

var_export
(
$tablica3d
[
0
][
0
]);

/*

wynik: array (

  0 => 1,

  1 => 2,

)

*/

```

Tablice w PHP mogą działać zarówno jako listy, jak i słowniki.

### R
Tablice w R są tworzone jako macierze lub struktury tablicowe o dowolnej liczbie wymiarów. Indeksowanie rozpoczyna się od jednego.
```
# Tablica jednowymiarowa (wektor)

tablica
 
<-
 
c
(
1
,
 
2
,
 
3
,
 
4
,
 
5
,
 
6
)

# Tablica dwuwymiarowa (macierz)

macierz_kolumny
 
<-
 
matrix
(
tablica
,
 
nrow
 
=
 
2
,
 
ncol
 
=
 
3
)

print
(
macierz_kolumny
[
1
,
1
])
 
# 1

print
(
macierz_kolumny
[
2
,
1
])
 
# 2

print
(
macierz_kolumny
[
1
,
2
])
 
# 3

# Ułożenie danych w wierszach (zamiast domyślnego ułożenia w kolumnach)

macierz_wiersze
 
<-
 
matrix
(
tablica
,
 
nrow
 
=
 
2
,
 
ncol
 
=
 
3
,
 
byrow
 
=
 
TRUE
)

print
(
macierz_wiersze
[
1
,
1
])
 
# 1

print
(
macierz_wiersze
[
1
,
2
])
 
# 2

print
(
macierz_wiersze
[
1
,
3
])
 
# 3

print
(
macierz_wiersze
[
2
,
1
])
 
# 4

# Tablica trójwymiarowa

dane1d
 
<-
 
c
(
1
,
 
2
,
 
3
,
 
4
,
 
5
,
 
6
,
 
7
,
 
8
)

rows
 
=
 
2

cols
 
=
 
3

matrix_count
 
=
 
2

row_names
 
<-
 
c
(
"w1"
,
 
"w2"
)
 

col_names
 
<-
 
c
(
"k1"
,
 
"k2"
,
 
"k3"
)
 

mat_names
 
<-
 
c
(
"Macierz1"
,
 
"Macierz2"
)
 

# the naming of the various elements 

# is specified in a list and 

# fed to the function 

tablica3d
 
=
 
array
(
dane1d
,
 
dim
 
=
 
c
(
rows
,
 
cols
,
 
matrix_count
),
 

            
dimnames
 
=
 
list
(
row_names
,
 
col_names
,
 
mat_names
)

)
 

print 
(
tablica3d
)

```

Efektem tego ostatniego będzie coś w rodzaju:
```
,,Macierz1
   k1 k2 k3
w1  1  3  5
w2  2  4  6

,,Macierz2
   k1 k2 k3
w1  7  1  3
w2  8  2  4

```

### Rust
Tablice w Rust mają statyczny rozmiar określony w czasie kompilacji. Indeksowanie zaczyna się od zera.
```
// Tablica jednowymiarowa

let
 
tablica
: 
[
i32
;
 
6
]
 
=
 
[
1
,
 
2
,
 
3
,
 
4
,
 
5
,
 
6
];

// Tablica dwuwymiarowa

let
 
tablica2d
: 
[[
i32
;
 
2
];
 
3
]
 
=
 
[[
1
,
 
2
],
 
[
3
,
 
4
],
 
[
5
,
 
6
]];

```